# Hakone (Kanagawa)
Hakone (japanisch 箱根町, -machi) ist eine Kleinstadt auf der japanischen Hauptinsel Honshū in der Präfektur Kanagawa, im Landkreis Ashigarashimo. Sie liegt knapp 100 km außerhalb von Tokio.

## Geographie
Hakone befindet sich im gebirgigen Vorland des Fujisan, inmitten des Fuji-Hakone-Izu-Nationalparks. In der Nähe liegt umgeben von Bergen und Vulkanen der Ashi-See.
Die alte Grenzstation Hakone auf der historischen Tōkai-Straße markiert den Übergang von der Region Kansai (wörtlich: „westlich der Grenzstation“) zur Region Kantō (wörtlich: „östlich der Grenzstation“).

## Geschichte
Hakone ist der Standort des bekannten Shinto-Schreins Hakone Gongen, welcher das erste Mal in der Heian-Zeit (794–1185) Erwähnung fand. Während des Gempei-Krieges (1180–1185) betete Minamoto no Yorimasa kurz nach seiner Niederlage in der Schlacht von Ishibashiyama im benachbarten Manazuru an diesem Schrein um den Sieg über seine Feinde. Wie der Rest der Provinz Sagami kam der „Untere Ashigara-Kreis“ (Ashigara-shimo-gun) und damit auch Hakone während der Sengoku-Zeit (1477–1573) unter die Kontrolle der Späteren Hōjō von Odawara.
In der Edo-Zeit (1603–1868) war Hakone-juku eine Poststation an der Fernstraße Tōkaidō zwischen Edo (dem heutigen Tokio) und Kyōto und offizieller Grenzposten (箱根関所, Hakone sekisho) zwischen der Kantō- und Kansai-Region.
Hier wurden unter dem Tokugawa-Shogunat alle Reisenden auf der Tōkaidō zur Kontrolle ihrer Reisegenehmigungen und ihres Gepäcks angehalten. Unter anderem war es verboten, Waffen und Frauen mitzuführen. Bereits zu dieser Zeit war die Gegend sehr bekannt für ihre heißen Quellen (Onsen).
Teile der Poststation unterstanden der Vogtei Mishima, später Vogtei Nirayama (Nirayama daikansho) der Shōgunatsdomäne. Der Rest von Hakone und die Umgebung gehörte wie fast der ganze Landkreis zum Fürstentum Odawara, über das bereits zu Beginn der Edo-Zeit und dann durchgehend ab 1686 die Ōkubo herrschten.
Nach der Meiji-Restauration wurde Hakone mit dem Landkreis Teil der eher kurzlebigen aus der Vogtei/Präfektur Nirayama und dem Fürstentum Odawara entstandenen Präfektur Ashigara, bevor es im August 1876 ein Teil der Präfektur Kanagawa wurde. Im Jahr 1889 wurde Hakone der Stadt-Status verliehen, zudem ließ die kaiserliche Familie eine Villa als Sommerresidenz am Seeufer errichten.
Mit der Eingemeindung der beiden Dörfer Motohakone und Ashinoyu zum 1. Januar 1954 und der Stadt Yumoto sowie der Dörfer Onsen (Gora), Miyagino und Sengokuhara zum 30. September 1956 erreichte Hakone seine heutige Ausdehnung.

## Tourismus
Nach Hakone kommt eine beträchtliche Zahl japanischer und internationaler Gäste zur Erholung, zu Kurbehandlungen oder zum Besuch des Nationalparks und des Gebirges. Die Bevölkerung von Tokio schätzt Hakone als Tagesausflugsort, um der Hektik der Großstadt zu entfliehen.
Wie das nordöstlich gelegene Odawara hat Hakone viele Onsen (Thermalquellen) und damit verbundene Erholungseinrichtungen.
Der Fuji-Hakone-Izu-Nationalpark, um den Ashi-See herum gelegen, ist ein beliebtes Touristenziel. Bei wolkenlosem Wetter und klarer Sicht reicht der Blick bis zum Fujisan, einem der Wahrzeichen Japans.

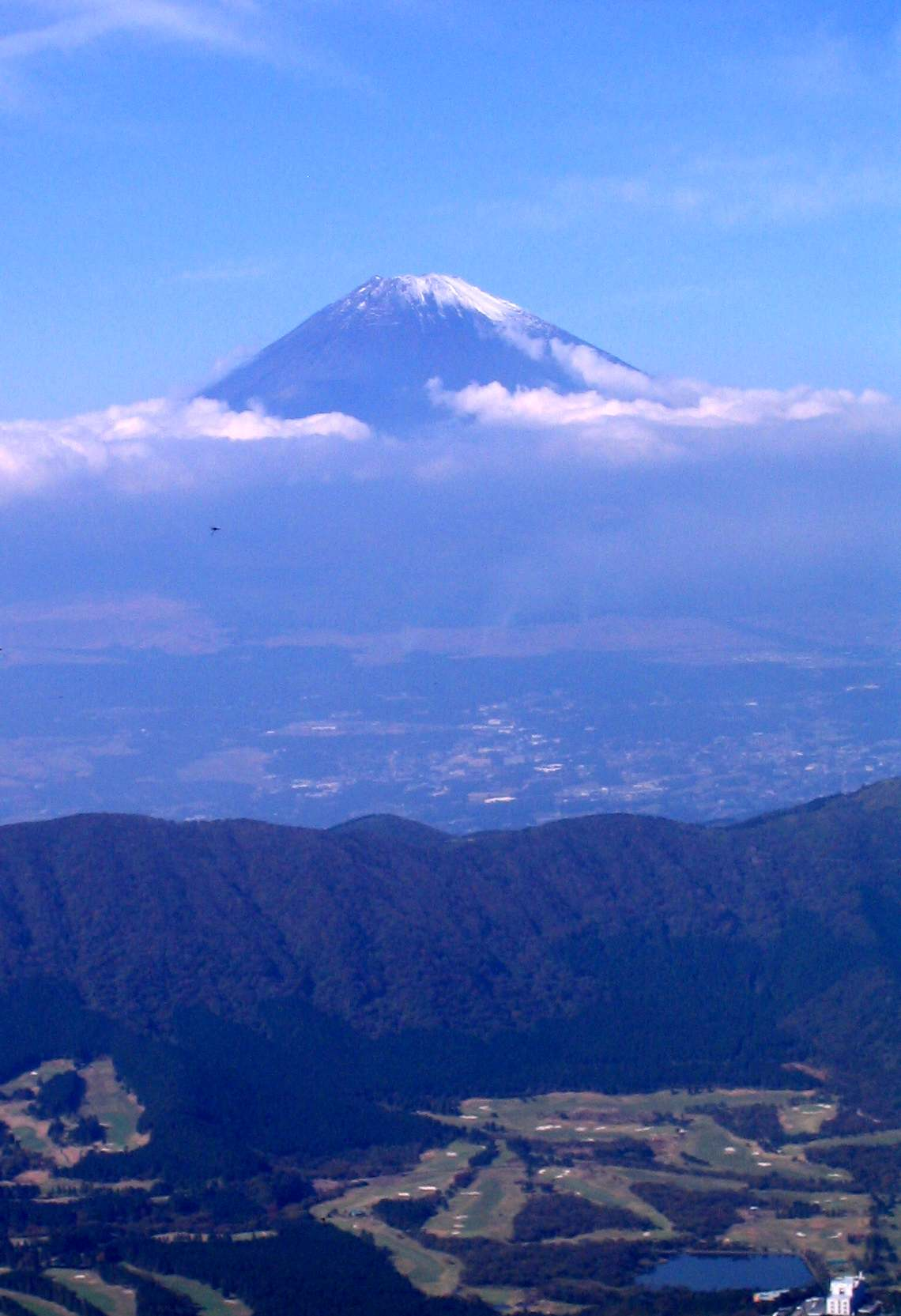
Fujisan vom Kami-Berg aus im Fuji-Hakone-Izu-Nationalpark.

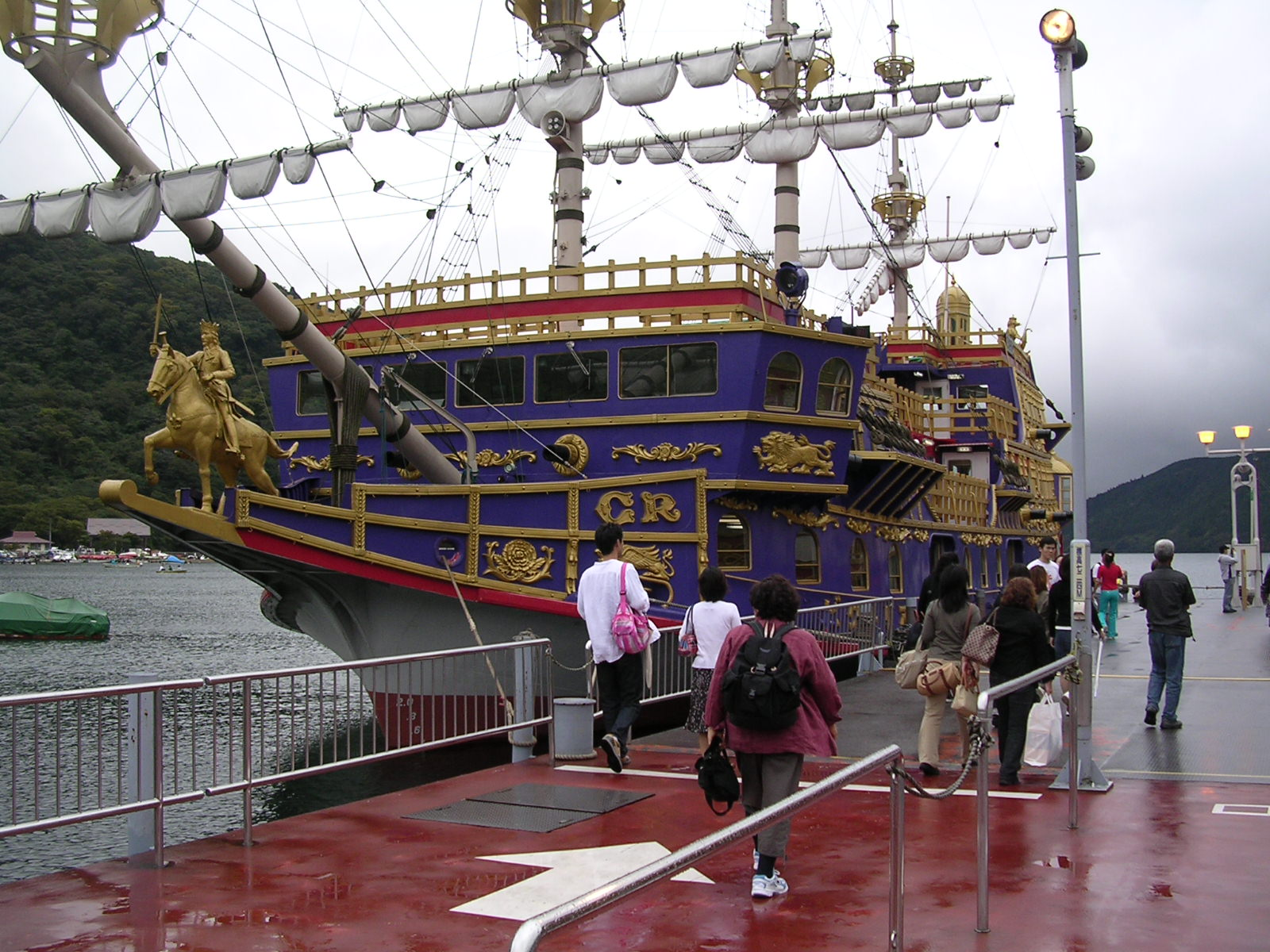
Piratenschiff

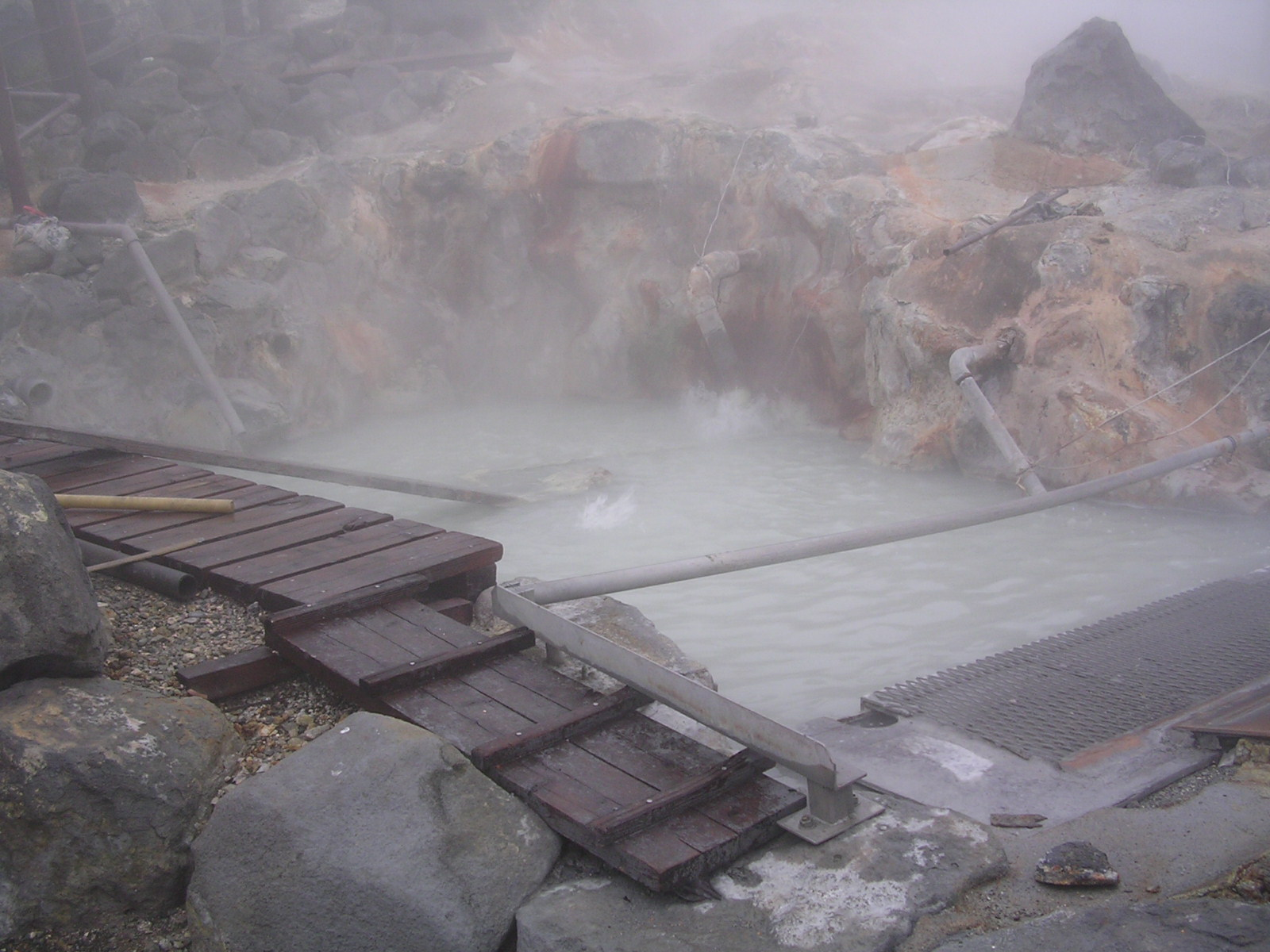
Onsen in Ōwakudani

Eine Sehenswürdigkeit ist auch das vulkanisch aktive Ōwakudani (大涌谷, großes kochendes Tal). In den Bergen in Hakone entspringt zahlreichen Quellen heißes Schwefelwasser; sein Geruch ist in der ganzen Umgebung präsent. Die darin gekochten Eier (Onsen-Tamago) sollen langes Leben bringen.
Der Hakone-Schrein am Seeufer mit seinem roten Torii ist ein weiteres Wahrzeichen von Hakone.
Auf dem Ashi-See verkehren „Piratenschiffe“ als Kursschiffe für Touristen. Bei schönem Wetter im Herbst ist der See berühmt für sein schönes Landschaftsbild mit Herbstwäldern im Hintergrund. Im April bieten die Kirschblüten (Sakura) und das Chinaschilf (Susuki) einen pittoresken Anblick.
Da Hakone auch der Handlungsort der Anime-Serie Neon Genesis Evangelion ist, wurden manche Orte in Hakone entsprechend dekoriert.

### Museen
- Hakone-Open-Air-Museum
- Hakone Museum of Art
- Lalique Museum
- Narukawa Art Museum
- Pola Museum of Art
- The Museum of The Little Prince

### Spezielle Anlässe
Der jährliche Hakone Ekiden (eine Art Langstrecken-Staffellauf) zu Neujahr läuft von Tokio nach Hakone und zurück. Er dauert zwei Tage und wird teilweise im Gedenken an den historischen Tōkaidō durchgeführt.

## Partnerschaften
Die Hakone Tozan Railway ist eine Bergbahn im Stil der Rhätischen Bahn in der Schweiz. Die zwei Bahnen unterhalten seit 1979 ein Freundschaftsabkommen.

### Städtepartnerschaften
- Jasper, Alberta – seit 4. Juli 1972

## Verkehr
- Straße
  - Nationalstraße 1, nach Tokio oder Kyōto
  - Nationalstraße 138
- Zug
  - Hakone-Tozan-Linie von Odawara nach Gōra
- Seilbahnen
  - Hakone-Seilbahn
  - Hakone-Komagatake-Seilbahn
  - Hakone Tozan Cable Car

## Klima
- Jahres-Durchschnittstemperatur: 16,9 °C
- Maximum: 36,5 °C
- Minimum: −0,7 °C
- Jährliche Regenmenge: 1932,0 mm

(Daten: Yokohama Local Meteorological Observatory, 2004)

## Angrenzende Städte und Gemeinden
- Präfektur Kanagawa
  - Odawara
  - Minamiashigara
  - Yugawara
- Präfektur Shizuoka
  - Mishima
  - Susono
  - Gotemba
  - Oyama
  - Kannami

## Persönlichkeiten
- William Addis (1901–1978), britischer Kolonialadministrator